# Brigitte Poredda
Brigitte Poredda (* 4. April 1936 in Bad Tennstedt; † 1. Februar 2015 in Leipzig) war eine deutsche Malerin und Grafikerin.

## Leben und Werk
Brigitte Poredda studierte von 1951 bis 1953 Holzbildhauerei an der Fachschule für angewandte Kunst Empfertshausen. Von 1955 bis 1958 arbeitete sie als Grafikerin bei der DEWAG Potsdam. Von 1959 bis 1962 war sie Werbegestalterin im HO-Warenhaus Leipzig. Ab 1962 arbeitete sie als freischaffende Malerin und Grafikerin in Leipzig. Sie entwarf u. a. Plakate und Prospekte für Leipziger Bühnen und das Leipziger Werbemaskottchen „Löwe Lips“ und machte einige Kinderbuchillustrationen, entwickelte sich dann aber zu einer der wichtigen Leipziger Porträtistinnen.
Künstlerfreundschaften verbanden sie mit Wolfgang Peuker, Annette Krisper-Beslic und Frank Ruddigkeit.
Brigitte Poredda war Mitglied des Verbands Bildender Künstler der DDR und ab 1990 der GEDOK und des Bunds Bildender Künstler Leipzig e. V.

## Werke (Auswahl)

### Tafelbilder (Auswahl)
- Bühnenbildnerin U.P. (Öl auf Hartfaser, 107 × 77 cm; Kunstfonds des Freistaats Sachsen)[1]
- Organisator R. (1981, Öl)[2]
- Arbeiterehepaar/Familie Georgi (1981/1982, Öl auf Hartfaser, 125 × 145 cm; Kunstfonds des Freistaats Sachsen)[3]
- Partner (1987, Öl auf Leinwand, 124 × 71,5 cm; Kunsthalle der Sparkasse Leipzig)[4]
- Das Kleid der Eisheiligen (2005, Öl; Heimatmuseum Erkner)
- Ilona und Elfriede Jelinek (2006, Öl auf Leinwand, 55 × 55 cm)[5]
- Selbstporträt (Öl auf Hartfaser)[6]

### Buchillustrationen
- Christoph Hamm: Die Abenteuer des Löwen Lips. Rudolf Arnold Verlag, Leipzig, 1965 (mit Isolde Hamm)
- Lieselotte Sewart: Der Frühling ist da! Rudolf Arnold Verlag. Leipzig, 1965

## Ausstellungen (Auswahl)
- 1979 und 1985: Leipzig, Bezirkskunstausstellung
- 1982/1983: Dresden, IX. Kunstausstellung der DDR
- 1982: Leipzig, Museum der bildenden Künste („Selbstbildnisse Leipziger Künstler“)
- 2003/2004: Berlin, Galerie am Prater („Kunst am Prater 1973 und 2003“)
- 2012: Berlin, Automobil-Forum Unter den Linden („Diva & Heldin. Frauenbilder in Ost und West“)
- 2025: Weinböhla, Bibliothek im Zentralgasthof ("Werkschau der Malerin/Grafikerin Brigitte Poredda")[7]